# Babalu Aye
Babalu Aye – w tradycyjnej religii Jorubów oraz synkretycznych  religiach afrokubańskich (santeria) i afrobrazylijskich orisza odpowiedzialny za uzdrawianie, bóstwo opiekuńcze chorych. Brat Shango. Za zuchwalstwo został ukarany trądem przez najwyższego boga Olodumare.